# كليف بيركت
كليف بيركت (بالإنجليزية: Cliff Birkett)‏ هو لاعب كرة قدم بريطاني، ولد في 17 سبتمبر 1933 في Haydock ‏ في المملكة المتحدة، وتوفي في 11 يناير 1997. لعب مع ماكليسفيلد تاون ومانشستر يونايتد ونادي ساوثبورت.